# Partido de Independientes de Lanzarote
Die Partido de Independientes de Lanzarote (PIL) ist eine regionale politische Partei der Nationalisten der Kanarischen Insel Lanzarote, Spanien.
1989 wurde die PIL durch den am 8. April 1948 in Yaiza geborenen Politiker Dimas Martín Martín gegründet. Sie entstand aus der Agrupación Independientes de Lanzarote (AIL), die Teil der 1985 gegründeten Partei Agrupaciones Independientes de Canarias war.
Bei der letzten Kommunalwahl vom 22. Mai 2011 erhielt die PIL drei Sitze im cabildo insular, dem Inselrat Lanzarotes.